# Скопус (гора)
Гора Скопус (івр. הר הצופים Гар га-Цофім) — гора в Єрусалимі (Ізраїль), фактично одна з вершин (північна) Оливкової гори, відома тим, що ній розташований один з двох кампусів Єврейського університету.
Висота гори — 826 метрів. Її назва походить від грецького слова скопео «дивитися», тобто Скопус — «Гора спостережень». У римську добу на Скопусі містився спостережний пункт легіонерів.
1925 року на горі було відкрито Єврейський університет, заснований 1918 року. Після Війни за незалежність (1948—49) гора лишилась за незалежним Ізраїлем, але була анклавом, оточеним йорданською територією. Відтак, діяльність університету було переведено до району Гиват Рам у тодішній ізраїльській частині Єрусалиму. Лише наприкінці 1960-х років, після об'єднання міста внаслідок Шестиденної війни (1967 рік), почалося відродження цієї частини університету, а згодом на горі звели нові університетські будівлі. Тут же від 1986 року розташована Академія мистецтв і дизайну «Бецалель».
Під горою Скопус проходять два двосмугові тунелі, які є частиною шосе 1.

## Галерея

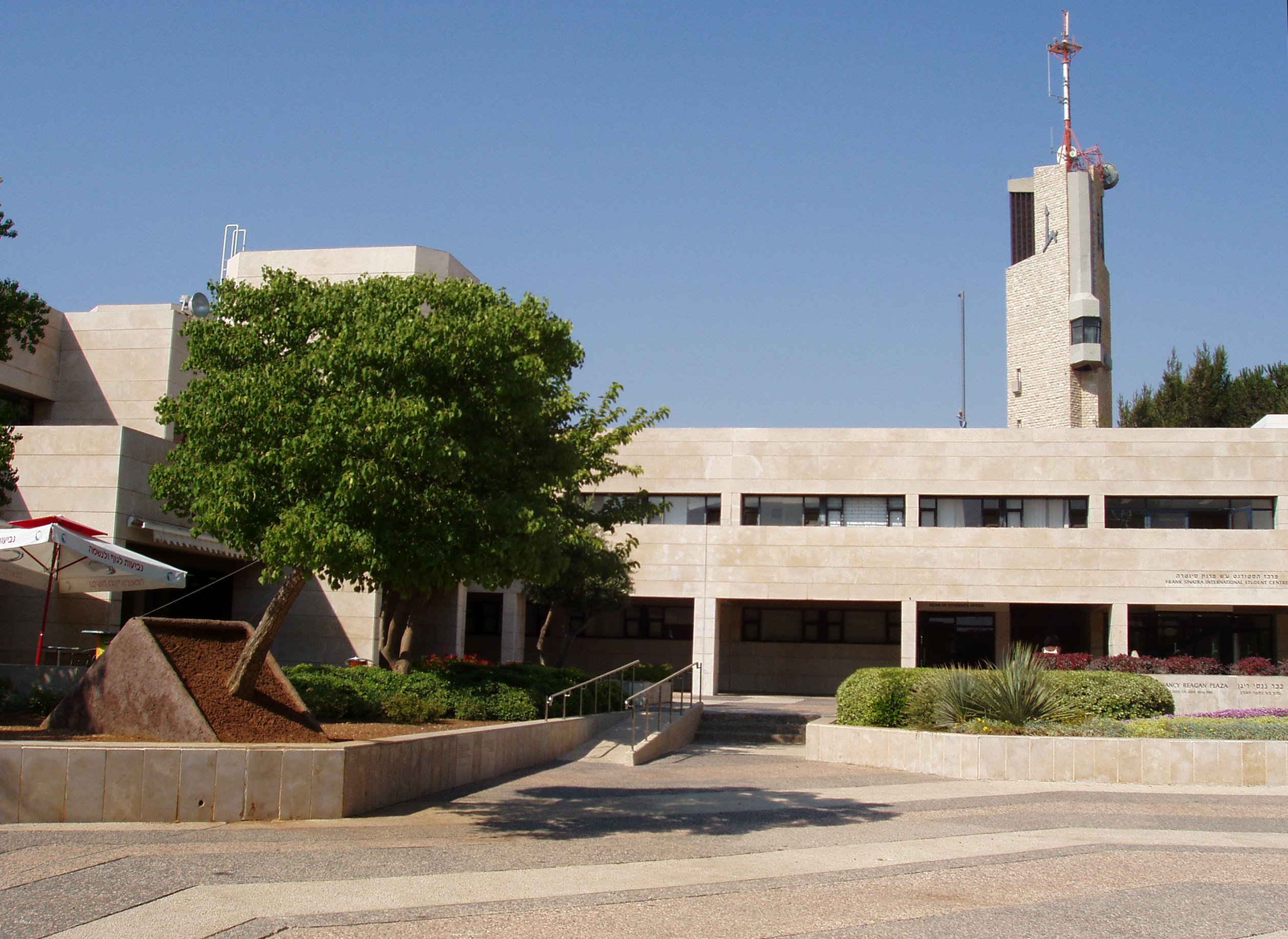
Єврейський університет на горі Скопус
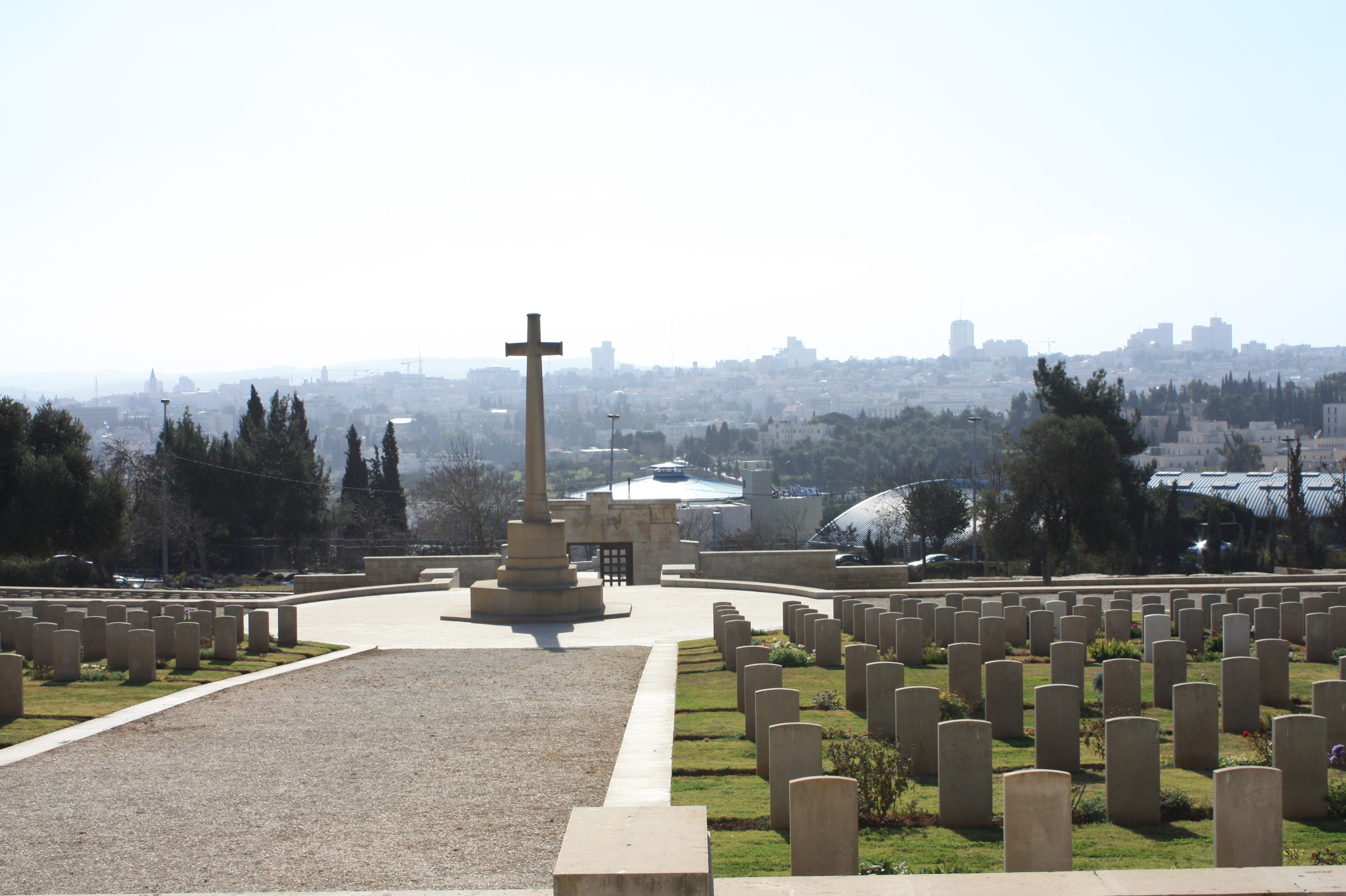
Британський військовий цвинтар
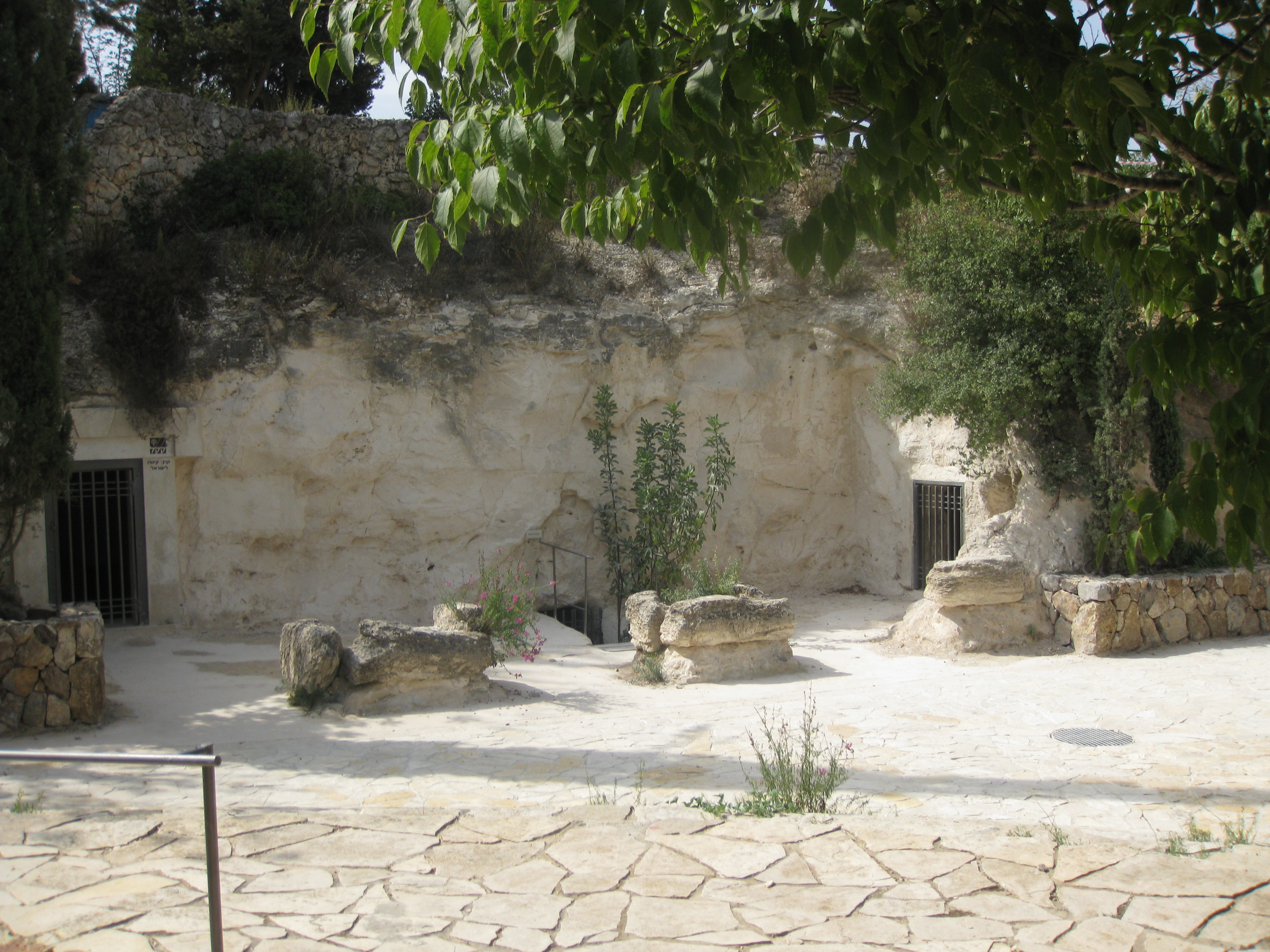
Гробниця Никанора
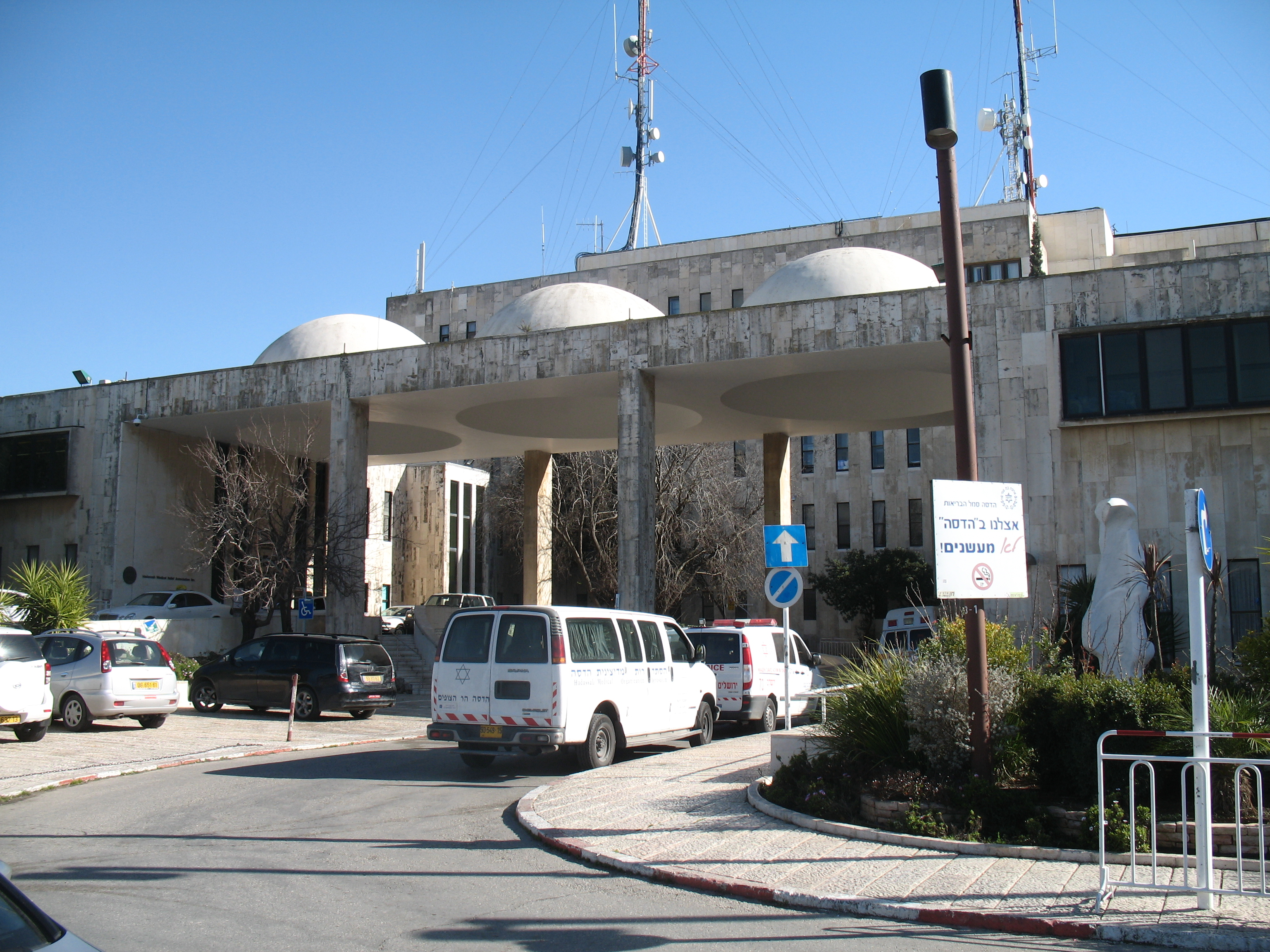
Медичний центр Хадасса
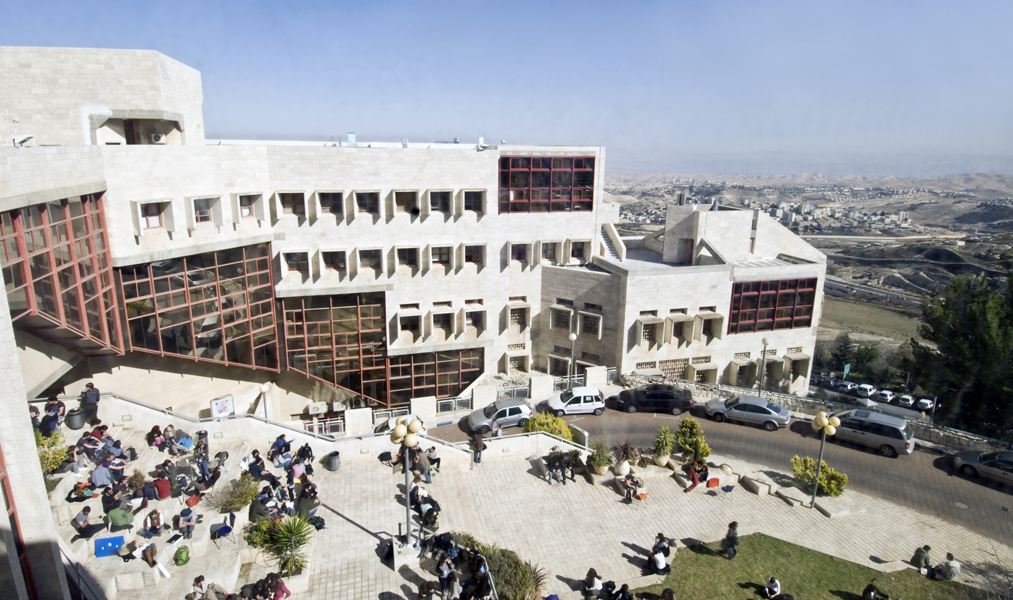
Академія мистецтв і дизайну «Бецалель»
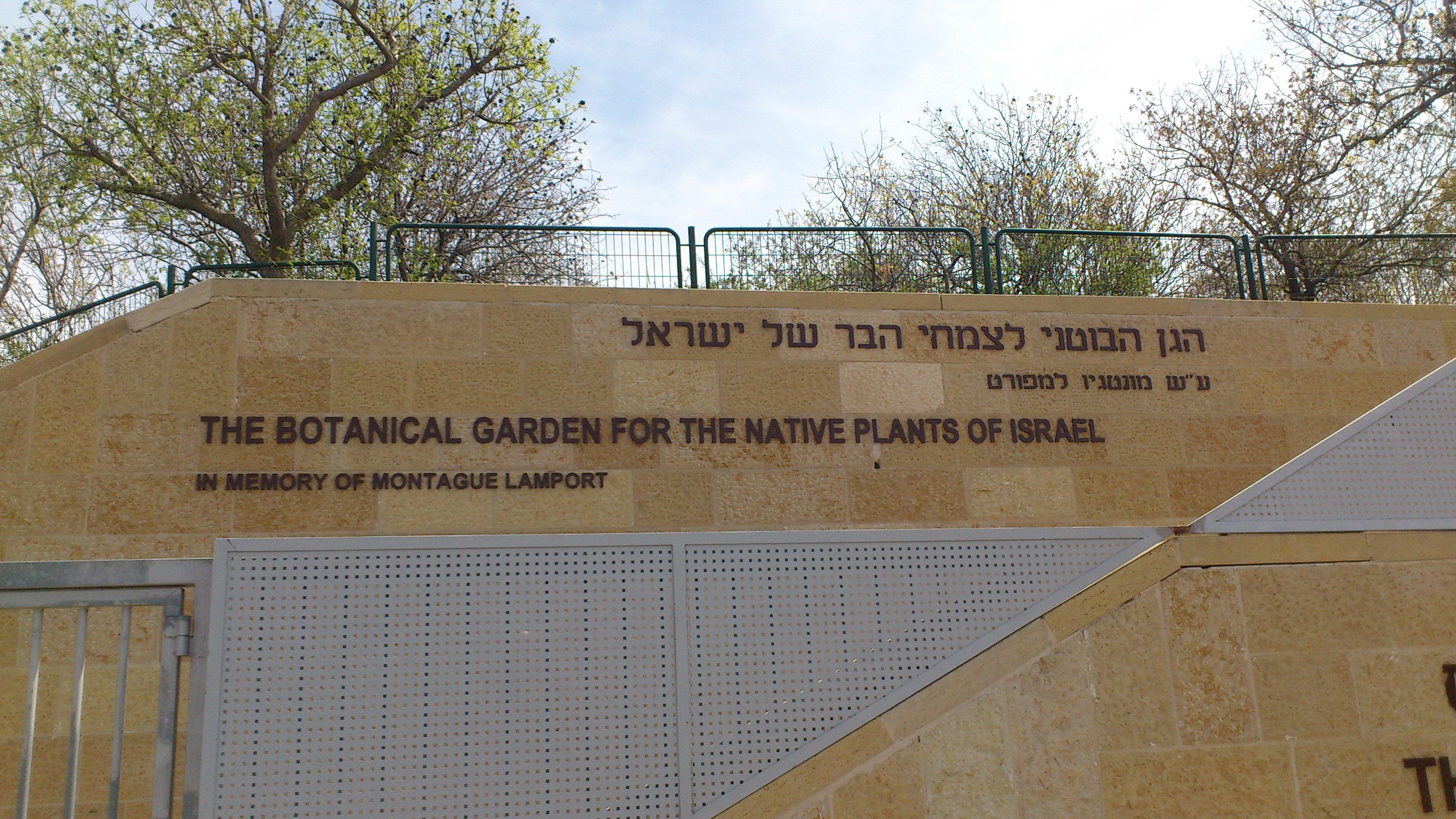
Ізраїльський Національний ботанічний сад